# Diga di Orden
La diga di Orden è una diga ad arco situata in Svizzera, nel Canton Grigioni, nel territorio del comune di Bregaglia (per la precisione nell'area dell'ex comune di Stampa, località di Orden).
Ha un'altezza di 42 metri e il coronamento è lungo 171 metri. Il volume della diga è di 17.000 metri cubi. È una diga costruita allo scopo di frenare le piene che il fiume Orlegna potrebbe formare.
L'eventuale lago che si può creare nel caso di piena è lungo 700 metri e raggiunge un'altitudine massima di 1.787 m s.l.m. Un lago si creò durante una piena avvenuta nel 1987. Lo sfioratore ha una capacità di 120 metri cubi al secondo.